# WatchOS 6
watchOS 6 est le 6e système d'exploitation de l'Apple Watch. Il est développé par Apple Inc..
Comme toutes les autres versions de watchOS, ce système d’exploitation est basé sur iOS, ici iOS 13. watchOS 6 a été présenté lors de la WWDC 19, le 3 juin 2019 à San José

## Fonctionnalités[2]

### Suivi de cycle
Nouvelle app Suivi de cycle permettant d’enregistrer des informations concernant le cycle menstruel, notamment l’intensité du flux, les symptômes et le spotting
- Prédictions et notifications de règles pour prévenir à l’approche de des règles ou de la prochaine période de fertilité
- Bruit (Series 4 ou modèles ultérieurs)
- Consulter les niveaux sonores ambiants en temps réel grâce à la nouvelle app Bruit
- Possibilité de recevoir une notification si le bruit ambiant atteint un niveau susceptible d’endommager l'audition sur la durée

### Dictaphone
- Nouvelle app pour enregistrer et écouter directement sur l'Apple Watch
- Synchronisation sur tous les appareils

### Livres audio
- Synchroniser jusqu’à cinq heures du livre en cours d’écoute
- Diffusez des livres audio lorsque vous êtes connecté à un réseau Wi-Fi ou cellulaire

### App Store
- Nouvelle app App Store pour rechercher et télécharger des apps directement sur l'Apple Watch
- Prise en charge de Connexion avec Apple

### Activité
- La fonctionnalité Tendances regarde les indicateurs suivants : « Bouger », « M’entraîner », « Me lever », les minutes « Me lever », la distance parcourue, votre santé cardiovasculaire (VO2 max), ainsi que vos rythmes de marche et de course
- Ces données sont comparées par rapport aux 90 derniers jours
- Conseils personnalisés pour vous remettre sur la bonne voie lorsque vos flèches de tendances pointent vers le bas

### Exercice
- Nouvelle mesure indiquant l’altitude actuelle lors de vos séances de randonnée et de course, de marche et de vélo en extérieur (uniquement Apple Watch Series 2 et les modèles ultérieurs)
- L’app Chronomètre peut désormais rester affichée sur votre cadran lors des exercices
- GymKit prend désormais en charge True et Woodway

### Siri
- Identifiez un morceau en cours de lecture avec Shazam et obtenez des informations sur le morceau et l’artiste, avec possibilité d’ajout à votre bibliothèque Apple Music
- Prise en charge des recherches web avec Siri : obtenez jusqu’à 5 résultats
- Intégration de Siri avec l’app Localiser des personnes repensée

### Cadrans[3]
- Chiffres mono et Chiffres duo (disponibles avec chiffres arabes, arabes orientaux, romains ou devanagari)
- Méridien : cadran noir ou blanc occupant tout l’écran et comprenant quatre complications (Series 4 et modèles ultérieurs uniquement)
- Dégradé : change dynamiquement en fonction de l’heure. Peut être affiché au format plein écran ou circulaire avec un maximum de cinq complications (Series 4 et modèles ultérieurs uniquement)
- Californie : disponible avec plusieurs styles de chiffres, notamment romains, arabes et devanagari, au format plein écran ou circulaire (Series 4 uniquement et modèles ultérieurs)
- Cadran solaire : suivez la course du Soleil sur un cadran 24 heures (Series 4 et modèles ultérieurs uniquement)
- Modulaire compact : affichez des complications enrichies avec possibilité de présenter l’heure sous forme analogique ou numérique (Series 4 et modèles ultérieurs uniquement)

### Nouvelles complications
- Livres audio
- Calculette
- Connectivité cellulaire
- Suivi de cycle
- Bruit
- Vent
- Pluie
- Dictaphone
- Nouvelles complications monochromes pour les cadrans Infographe et Infographe modulaire

### Autres fonctionnalités et améliorations
- Nouvelle app Calculette avec possibilité de calculer des pourboires et de partager l’addition
- L’app Podcasts prend désormais en charge les stations personnalisées
- Plans propose la navigation intelligente et des instructions de guidage vocales
- App À l’écoute repensée prenant en charge les télécommandes Apple TV
- Sélections musicales personnalisées désormais disponibles dans Pour vous.
- Mises à jour logicielles automatiques
- App Talkie-walkie repensée
- Davantage de réglages accessibles directement sur l’Apple Watch, notamment Accessibilité, Exercice et Santé
- App Localiser des personnes repensée permettant d’ajouter des amis, de définir des notifications et de modifier les réglages sur l’Apple Watch
- Consultation des listes partagées et des sous-tâches, et ajout de rappels directement dans l’app Rappels repensée

## Compatibilité[4]
watchOS 6 est compatible avec les appareils suivants :
- Apple Watch Series 1
- Apple Watch Series 2
- Apple Watch Series 3
- Apple Watch Series 4
- Apple Watch Series 5